# Platanthera chiloglossa
Platanthera chiloglossa là một loài thực vật có hoa trong họ Lan. Loài này được (Tang & F.T.Wang) K.Y.Lang miêu tả khoa học đầu tiên năm 1994.